# Tassarajen Pillay Chellumbrum
Pour les articles homonymes, voir Pillay.
Tassarajen Pillay Chellumbrum est un homme politique mauricien. Il occupe les fonctions de ministre des Technologies de l'Information et de la Communication.